# Catral
Catral è un comune spagnolo situato nella comunità autonoma Valenciana.